# 実況パワフルプロ野球9
『実況パワフルプロ野球9』（じっきょうパワフルプロやきゅうナイン）は2002年7月18日にコナミから発売された野球ゲーム。製作はコナミコンピュータエンタテインメント大阪（現:パワプロプロダクション）。同年12月19日には『実況パワフルプロ野球9決定版』が発売された。実況担当は辻よしなり。
前作までのPlayStation 2に加え、ニンテンドー ゲームキューブでも発売された。ただし、同じ作品であっても両ハードのサクセス選手のパスワードに互換性はなく、公式サイトの実在選手パスワードなどもハード別に掲載された。これは以降の作品でも同様。また『パワプロクンポケット4』（決定版は『パワプロクンポケット5』含む）の選手のパスワードはGC版のみ、『実況パワフルプロ野球2002春』のパスワードはPS2版のみ有効である。

## 概要
PlayStation 2におけるシリーズ3作目。今作から観戦モード時は実際のテレビ視点（バックスクリーンからの視点）が標準になる。また、投手でも代打としての出場が可能になる（DH制無しの時のみ）。
- ペナントモード・ホームラン競争・サクセスモード

詳しくは個別項目で。
- 対戦モード

今作より、対戦時に初心者の為の「ルーキー設定」が選択可能になった。これは守備と走塁をコンピュータが自動で操作され、また打撃操作をミートカーソルが自動追尾するロックオン機能にした設定である。
- データあれこれ

今作より、「サクセス選手を見る、消す（登録選手データの消去）、パスワード表示」選択後、LボタンまたはRボタン切り替えで「人気者」「変化球中心」「強振多用」などといったその他の特殊能力を見る事が出来る。
- 練習モード

前作までの「キャンプモード」と同等。内容は今までのシリーズと同様。ただし、「打撃練習」で実在投手を使用しなかった場合、打撃投手の代わりにピッチングマシーンになる場合がある。
- サウンドモード

今作より、応援曲、歓声の音の調整を設定出来るようになった。
- リーグモード・アレンジモード・シナリオモード

前作『パワプロ8』から大きな変化なし。
- 主題歌『Tomorrow～未来への翼～』
  - 歌・作詞:堀内恵子 作曲:佐藤直之 編曲:大成幹治
  - アニメーション制作:京都アニメーション

内容はパワプロ高校の練習風景と猪狩守率いるあかつき大付属高校との対決が描かれる。

## ペナントモード
今回は10年の長期間を戦うことが出来るようになった（ゲームを続行するかどうかは各年度のドラフト選手獲得後に選択できる）。また、フリーエージェント制や新外国人選手の発掘システムの導入や選手の成長、サクセスモードで育成した選手がドラフト候補として登場するかなどの細かいオプション設定が可能になるなど、前作から改良されている。新人選手の調査方法は前作とほぼ同じ。
新外国人選手発掘
スカウトに守備位置や能力タイプの大まかな発掘指示をして新外国人選手を入団させることができる。指示できる期間はペナント終了後から当時のトレード・新入団期限である6月30日まで。ドラフト候補発掘と違い選手の能力値は正確ではなく、入団して初めて判明する。新外国人は選手成長を「あり」にした場合、一度だけ秘められた能力を発揮して能力が大幅上昇するか、スランプに陥って大幅下降するイベントがある。また、規定打席・規定投球回に到達していない場合にシーズン途中で退団・帰国してしまうイベントが発生する場合がある。
FA交渉
契約更改後に発生する。FA残り年数（ゲーム上では新入団選手・当時残り6年以上の選手も上限が5年に設定されている）が0年になった選手のうち最大4人がFA宣言する。大まかな希望球団（在京球団・優勝できるチーム）などが提示されているので、選手枠が空いており獲得を希望するチームは1人を選ぶ（交渉しないことも可能）。ただしFA移籍元球団はFA宣言選手を選択できない（残留交渉ができない）。契約条件提示などはなく、全チームの獲得希望が出そろった後でどの球団に入団したか決定する。
コーチ
選手の成長をありにした場合、前作同様コーチとしてOB選手を選択することになるが、そのコーチの持っていた特殊能力を選手に伝授することが可能となった。
心境
今回も選手の心境が設定されており、自分と同じポジションの選手を複数獲得する、試合に出さないでいるなどすると選手の不満がたまり、FA宣言しやすくなる。

## ホームラン競争
ホームラン大会モードは従来のホームラン競争と同一で、選手を1人選んで（サクセスで育成した選手も選択可能）。10本中何本ホームランを打てるか競うモード。10本連続で打った後もオマケとして記録が途絶えるまで打つことが出来る。成績に応じてOB選手が何人か使用可能になる（100本で全員）。
また、結果表示画面にはスコアとパスワードが表示され、このパスワードを公式サイトに送信することで、インターネットランキングに登録することが出来た。

### それいけ!ホームランくん
今作では、モード専用キャラクター「ホームランくん」を操作して、東京都中央区の地方球場から福岡県福岡市の福岡ドームまでの当時のフランチャイズ11球場を巡るモードが追加された。道中では各地の名産品を手に入れることができる。移動方法はホームランくんがホームランを打った飛距離だけ進めるシステムで、1000km以上ある道のりを高々160mのホームランで移動するため、クリアまでのプレイ時間が非常に長い（個人差はあるが30時間前後）。
決定版では、同じコースを999人とともにマラソンのように走る『はしれー!ホームランくん』となった。このモードでは連続でホームランを打つと、ボーナス距離が追加されるシステムに変更された。また道中では、それぞれの区間（球場間）でライバルと戦うイベントがあり、勝敗の結果がクリア後のホームランくんの能力に影響した。このモードもプレイヤーの腕によるがそれなりのプレイ時間を要する。また、ゴール後のランキング画面では、パワポケを含めた歴代作品のサクセスモードの登場人物の名前が登場する。
クリアすると、ホームランくんを選手として使用できる。このモードも、クリア後にパスワードが表示され、ホームラン大会と同様にインターネットランキングを競うことが出来た。

## サクセスモード
※本項では、2019年に発売されたNintendo Switch用ソフト『実況パワフルプロ野球』（以下「Switch版」）の「サクセス」に収録されたリメイク版シナリオの内容についても併せて記述する。ただし特に記載がない限り、記述内容はPS2/GC版のものである。
今回のテーマは「熱闘高校野球編」（Switch版では「高校野球編」）。ナンバリング作品としては『5』以来の高校野球編だが、猪狩兄弟など『7』と『8』2作の共通登場人物を除き、メンバーや対戦相手となる高校がほぼ一新されている。また、『5』の後日談でもある『パワプロクンポケット』（パワポケ）シリーズの世界観と区別するために、『5』から引き続き登場した「極亜久」関連の諸設定（外藤と猪狩進の人間関係など）が大幅に変更された。
主人公は5つの高校（最初はパワフル高校だけだが、クリアしていくごとに選べる高校が増える。また、2019年のSwitch版ではパワフル高校とあかつき大付属のみとなっている）のうち一つを選んで入学し、練習を重ね、試合で活躍し、スカウトに認められてプロ入りを目指す。
時系列的には『7』の前の話とされる。また本作では「男女混合チームの出場は認められている」という、甲子園大会出場規則改正イベントが発生し、この設定は続く『10』以降のパワプロシリーズで世界観の大前提に組み込まれることとなった。実際の高校野球では、男女混合チームの出場は2021年現在認められていないが、NPBでは1991年以降に女子プロ選手の登録は認められている（実際に登録された例はない）。
本作の「パワフル高校」と「あかつき大学付属高校」2シナリオは、Switch版のサクセスシナリオとして収録・リメイクされている。またiアプリ、EZweb向けアプリ『パワプロサクセス』では一部シナリオも配信されている。

### システム上の変更点等
継承選手
サクセスモード開始時に継承選手として登場させるかという質問に「はい」と答えた選手が次のプレイ以降で一般選手に混じって登場し、試合に登場したり特殊能力を伝授したりするというもの。能力の高い選手が作成できた場合に強力な戦力となる反面、育成に失敗した選手が登場した場合は足を引っ張ることにもなりうる。
Switch版では搭載されていないが、代わりに彼女がマイライフの「オリジナル選手編」に継承できるようになった。
足爆弾
野手用のバッドステータス。『7』までは投手のみ肩爆弾・ひじ爆弾が発生した（『パワプロ8』ではどちらも発生せず）が、本作からは野手でも守備練習時や走塁練習時に「爆弾」が発生するようになり、野手も爆弾爆発の危険性を考えてプレイしなければならなくなった。ただし、爆発によって再起不能（ゲームオーバー）とはならずに能力のペナルティだけですむ場合が多い｡ちなみに、この爆弾は体力を減らす練習をすれば爆発する恐れがあるものなので、場合によってはそよ風高校の阿畑練習の「茶道」のような練習で爆発することもある｡
初期能力
『8』から更に初期能力の決定方法が変更され、ポジションごとに設定されたランダムの数値から選択されるようになった（『パワプロ8』では投手・野手18パターンのみ、『7』以前はポジションごとの補正なし）。といっても野手投手ともに非常に低い能力から始まると言う事に違いはない。
なお、センスは悪いが初期値が高い選手や、病気持ちだがセンスの良い選手、そして数百分の一の確率でセンスが良く初期値も高い「天才型」になることもある。また天才型は育成終了後の選手能力表示画面で通常選手と別の色のパネルが用意されており、区別できるようになった。
Switch版では初期値が高い「天才型」は存在しないが、『パワプロアプリ』など同様、低確率で「天才選手」という、天才型選手の初期値に相当する能力分をアップするイベントが存在する（『9』の時に比べ出現率は高めになっている）。なお、「天才選手」によって覚える変化球をプレイヤーが自由に選べることができる。
クリスマスプレゼント
『7』以前の「誕生日プレゼント」に相当するイベント。「彼女」がいる状態でクリスマスを迎えると、特殊能力を取得できるプレゼントをもらえる事がある。内容はその時の彼女からの評価等によって変化する。なお今作から誕生日は選手作成後に設定するようになったため、今作以降は誕生日イベントそのものが発生しないようになっている。
試合時の操作および延長戦の扱い
投手は自分の登板時にリードしていない状況でランナーが出た時のみ、野手は自分の打席のみ操作できる。しかしあかつき大付属編でキャプテンになった場合、及び常にキャプテンである恋恋高校編では7回以降全選手を操作することができる（しかし6回までは全て自動となる）。また、球八高校編は1回から全選手を操作することになる。
Switch版の2シナリオでは『2018』と同様以下のいずれかから選択可能（スタメン時。ベンチ時は自分の打席/投球または自動のみ）。なおキャプテン時はオーダー変更及び代打・代走・投手交代が自分で行えるようになる（キャプテンでない場合はオート采配）。また現実の高校野球では2018年から新たに導入されたタイブレークと同様、甲子園決勝戦を除き「延長13回以降はノーアウト1・2塁から開始」となる。
- 自分の登板時にランナーが出た時/自分の打席
- 8回以降全員
- チームピンチ・チャンスの時＆9回以降全員
- チームチャンスの時＆9回以降全員
- なりきり操作（守備含み特定選手を操作する）
- COMにおまかせ（すべての操作が自動となる）

### シナリオ
パワフル高校
最初からプレイできる高校。一定の歴史と実績を持ち、部員数が比較的多い。かつて甲子園に出場したことがあるが、近年は同地区のライバル・あかつき大付属を相手に苦杯をなめ続けている。くせの無いチームで比較的容易であり、プレイ時間が短くなりやすい。
あかつき大学付属高校
2番目に選択できる学校（Switch版では唯一「パワフル高校」プレイ後に解禁可能なシナリオ）。「常勝無敗」「完全勝利」という言葉が校歌の歌詞に織り込まれており、実力第一主義の厳しさのある名門校。
野球部では一軍／二軍の入れ替え試験が定期的に行われる。一軍は練習レベルが高く、沢山のキャラがいて豊富な友情タッグ練習が用意され、ポイントや特殊能力を稼ぐことのできる実技練習も行われる。一方で二軍の練習効率は全シナリオ中で最も悪いため、試験に合格し続ける技量がプレイヤーに要求される。
大会中には一軍の練習内容が一部変化し、実技練習が行われる。野手は打撃練習がバッティングマシン(Switch版では監督が招くコーチ)による打撃実技練習になり、投手はコントロール練習が「練習モード」の「投球練習」のように、動く的にボール（10球）を投げ込みポイントを稼ぐといった形の投球実技練習になる。
そよ風高校(Switch版ではライバル校としてのみ登場)
阿畑やすしの出身校でもある、歴史と伝統を誇る高校。校舎は老朽化が進んでおり、床を踏むと穴が開くほど。
選手育成は阿畑の存在に大きく影響される。阿畑はキャプテンに就任すると、気まぐれに特殊な練習を導入しはじめ、通常の練習は（友情タッグ練習を含め）しばしば遮られる。その内容は千差万別・玉石混淆で、ボランティアや茶道など野球と余り関係の無い練習から、日本刀でのフルスイングや地獄ノック、変化球講座など非常に効果的な練習まで様々である。阿畑の練習への介入は、自身の引退・卒業後も続くので、プレイヤーは最後まで阿畑に翻弄されることになる。
このほか投手の場合は、阿畑との友情を成立させた後阿畑の指導により自分のオリジナル変化球を開発できるというイベントがある（そよ風高校が収録されていないSwitch版では投手共通イベントになる）。また監督の評価は重要ではなく、評価が低い状態で1年夏からベンチ入りすることも可能である。
恋恋高校(Switch版ではライバル校としてのみ登場)
主人公の入学した年度から共学となった元女子高。男子生徒が極端に少ないため部活動として認められず、「野球同好会」として甲子園を目指すことになる。メインストーリーのボリュームが大きく、ドラマ性の強いシナリオ。本編のヒロインである早川あおいが紆余曲折を経て甲子園大会への出場を果たす物語は、先述の通り今作以降の『パワプロ』という世界観の根幹を成す事となった。
主人公は、同好会の創立メンバーとしてキャプテンになる。1年目は部員不足で試合が出来ず、2年目夏は女性選手を出場させたことにより規則違反で出場停止処分が下されるため、スカウトの評価を高めるために必要な試合の数が他校よりも必然的に少なく、難易度は高い。
ゲーム面での特徴としては、一般部員に練習を指示して大きく成長させたり、主人公がオリジナル練習を編み出したりと、指導者がいないという悪条件下で暗中模索する姿を表現したイベントが多い事があげられる。他シナリオに比べると継承選手の登場数が多く、その活用が攻略と言う点でも育成と言う点でも非常に大きなポイントとなると言える。
球八高校(Switch版ではライバル校としてのみ登場)
過酷な練習に耐え抜くも、不注意と不運が重なり、三年目の夏まで公式大会に出場できなかった選手の物語。『8』主人公の出身校でもある。
試合だけでポイントを稼ぐ上級者向けの高校。一回の敗北がゲームオーバーに直結する、まさに「負けたら終わり」のチーム(このシステムがあるが故にSwitch版では球八高校に勝利すると球八高校キャプテンが「ゲームオーバー」と言う場面がある)。ただし『6』するめ大学や『'99』冥球島編と異なり、勝利後には途中で大会を辞退することが可能になり、1試合勝利するだけでも選手が登録できる。最大11試合を戦うため、最後までプレイすると他の高校よりもプレイ時間が長くなる。
なお、主人公の成績が直接能力変動に影響する上記の4シナリオとは異なり、主人公の能力上昇はポイントで割り振るため、野手能力の高いいわゆる「二刀流」投手が作成しにくくなっている（野手に変化球を付ける程度なら可能）。

### 登場人物
- 彼女候補キャラはどのシナリオでも同じ高校の生徒として登場するが、彼女らは便宜上それぞれがマネージャーとなる高校に、姫野カレンは必ず登場するあかつき高に、また加藤理香は監督として本編に絡む恋々高の項目に記載した。
- なお特記事項がないため項目は立てないが、影山スカウト・ダイジョーブ博士・加藤京子・犬も登場する。

#### 全編共通のチームメイト
矢部 明雄（やべ あきお）
外野手。主人公と同級生で、シリーズお馴染みの相棒・オタクキャラ。相も変わらずガンダーロボが好きだが、今作ではそれが功を奏し、あかつき大付属でのプレーの際に猪狩のライジングショットを完成に導く決定的な言葉を発している。同高校の1軍･2軍入れ替え戦では必ず主人公と運命を共にし､合否は常に一緒になる｡
初期の能力値は主人公よりはるかに高い。その後の成長の度合いは全くのランダムだが、大抵は俊足巧打の選手に成長する。得意練習は基礎。
円谷 一義（つぶらや かずよし）
1年後輩の二塁手/遊撃手（設定上は三塁手も）。手塚と同じ中学出身。中学時代に「二中の盗塁王」と称されたほどの俊足。真面目な好青年だが、怒らせると非常に怖い｡自分の道具には強いこだわりがある。親が野球に反対しており、道具購入の資金は自らが早朝新聞配達のアルバイトをすることで稼いでいる苦学生である。得意練習は走塁。
手塚 隆文（てづか たかふみ）
1年後輩の投手。円谷と同じ中学出身。球八編で主人公が投手の場合は、一塁手として登場する。明るくひょうきんな性格で、話し出すと止まらない。しかし投手としての努力は怠らず、時に尋常でないほどの練習量をこなし、見えないところでも密かな努力を続けている。中学時代は「二中の快速急行」と称されていたが、その理由は球速ではなく「ちょうど良いところにとまる」というコントロールの良さから。得意練習はコントロール。
猿山　武（さるやま たけし）
2年後輩の外野手。猿のような容貌。攻守に高い能力を持つうえに、野球に関する豊富な知識をも併せ持つ。将来キャプテンになりたいがために計算ずくの行動をとり、自信過剰。そのため少々生意気な言動が見られ、手塚らの反感を買ってしまう。他校の野球部へ偵察に出向くこともある。得意練習は守備。

#### パワフル高校
大波　久（おおなみ ひさし）
パワフル高校監督。甲子園出場を目標にしているが、普段は割とおとなしく選手に対しあまり厳しくない。主人公たちが3年生にあがると（条件次第ではあるが）突如方針を変え練習レベルを大きく引き上げることもある。
石原 泰三（いしはら たいぞう）
主人公の2年先輩の捕手。能力面で特段強いところはないが、親切で面倒見の良いキャプテン。そよ風高校編ではそちらの生徒として登場する。
尾崎 竜介（おざき りゅうすけ）
主人公の1年先輩で、石原からキャプテンに指名される。スイッチヒッターの遊撃手/三塁手で、能力のバランスがよい。熱血漢で、甲子園出場に並々ならぬ熱意を燃やす。得意練習は打撃、守備。卒業後はどすこい酒造に就職する。
栗原　舞（くりはら まい）
主人公の幼なじみで野球部のマネージャー。彼女候補。
Switch版のマイライフモードでは、高校卒業後に一般事務職員となっている（初登場時の年齢は主人公の年齢によって変動する）。

#### あかつき大学付属高校
千石 忠（せんごく ただし）
黒いサングラスに髭を蓄えた、強面の監督。非常に厳格な性格で、選手を褒めることは滅多に無い。主人公が捕手の場合、OBの神童裕二郎のように、猪狩の球を取れる者がいなくなるのを恐れた千石が、主人公と進に指導するというイベントが起きる。
猪狩 守（いかり まもる）
主人公と同学年の投手。多彩な変化球とノビのある直球が武器。自らを天才と称するほどに自信に満ちた性格。実力は折り紙つきで、1年の時点で既に145km/hの速球と、キレのあるスライダー、さらに高い野手能力を誇る。巨人へ入団し、桑田真澄の背番号18を受け継ぐのが夢。そのため主人公が1位で巨人にドラフト指名された場合は大学進学の道を選ぶ。得意練習は球速、打撃。
パワフル高編・あかつき編では、猪狩は主人公の資質を見出してライバル視し、しきりに勝負を挑んでくる。パワフル高校の場合は、定期的に川原で勝負が行われ、主人公が勝負に勝つと守は猛特訓を自らに課し、球速アップ、フォーク習得、新球「ライジングショット」の開発などの成果を見せ、主人公にますます敵愾心を抱くようになる。あかつきの場合でも、主人公が初めて1軍に上がったときなど、数回勝負の機会がある。いずれにせよ主人公のことを高く評価しているが、それを前面に出そうとはしない。
猪狩財閥の後継ぎで、家には兄弟の専用グラウンドまである。また非常に弟思いであり、進が交通事故に遭った際には進から髪止めを託され、それから勇気を貰っていたようである。
あかつきの学園祭では女装をさせられることもある｡野球以外でも売られた喧嘩は必ず買う性格で、ゲームや大食いでの勝負も当初は嫌がる素振りを見せながら、主人公の口車に乗せられて結局は参加している。
猪狩 進（いかり すすむ）
主人公の1年後輩。俊足・巧打・好守を誇る万能捕手。守の弟で兄とは違い謙虚。兄には尊敬の念を抱いている一方で、密かに対抗意識も燃やしている。得意練習は守備。「キャッチャーフライ」という言葉を聞くと無意識に体が反応してしまうほど。
主人公と守の勝負について、最初は「チームメイト同士で何故争う?」と理解を示さなかった。しかし、2人がお互いをライバルとして尊重している雰囲気を察して理解を示すようになる。自身も主人公に守備で勝負を挑むようになり、主人公との間に友情が成立する。
部室でテレビを観ている際に、プロ野球で圧倒的な活躍を見せる神童の姿を目にしたことが、後の進の野球人生に大きな影響を与えることになる。なお展開次第で『5』同様、交通事故に遭うこともある。
一ノ瀬 塔哉（いちのせ とうや）
投手。主人公の2年先輩でキャプテン。主人公が入部した時のエースである。投手としては、コントロールに優れ、4球種を操る技巧派サウスポー。また野手としても優秀で、近くのバッティングセンターの、打球飛距離の最高記録を保持している。そのような超高校級の選手でありながら、すこぶる好人物であり、特に後輩の面倒見が非常に良い。
一ノ瀬の最後の夏は、地方大会決勝で完全試合を達成して甲子園に進むが、決勝で帝王実業相手に敗れ、主人公や猪狩を含めた後輩はその雪辱を果たすべく練習に励むことになる。
主人公が1年生の時の11月のドラフト会議で、ヤクルトに1位指名され入団。『11』にも登場する（『10』『パワポタ3』にも選手としてのみ登場）。
ちなみに彼の評価のコメントはプログラム上では最低から最高まで用意されている。
以下8名は全員猪狩の一学年先輩で、あかつきの「黄金時代」と呼ばれる。なお一ノ瀬を含め、苗字には背番号が含まれており、名前は和洋いずれかのポジション名がもじられたものとなっている。その9人は『実況パワフルプロ野球 ヒーローズ』と『パワプロ2016』以降のパワフェスモードで「あかつき大学付属高校OB」（あかつきOBチーム）として（猪狩兄弟が率いる）「あかつき大学付属高校」と分断されていた。
二宮 瑞穂（にのみや みずほ）
捕手。赤髪で見た目通りのかなり突っ張った性格。他とは一味違う打撃センスを持ち、長打にも巧打にも優れる。捕手としては強肩を誇り、ブロックが上手い。総合能力は同学年の他のメンバーより頭一つ飛び出ている。入部間もない猪狩守に対して打撃で洗礼を浴びせる。その後も猪狩が二宮に対ししきりに勝負を仕掛けるのを一蹴し続けるが、そのような猪狩の姿にかつて一ノ瀬に挑んだ自分を重ね合わせている。得意練習は打撃。
一ノ瀬同様ヤクルトにドラフト1位で入団。『11』にも登場する（『10』にも選手としてのみ登場）。付き合っている彼女がおり、彼女には「みずくん」と呼ばれている（『11』で彼女が一ノ瀬の妹であることが判明する）。
主人公が3年夏の甲子園で決勝進出を決めた後、アンドロメダ学園が帝王実業を破ったというニュースを聞いて、チームが自信を無くしているときに一ノ瀬と二宮が宿舎に現れ、活を入れてくれる。
三本松 一（さんぼんまつ はじめ）
一塁手。特大のホームランを放つことを美学とするチーム一の長距離砲。ライバルの七井としばしば筋力勝負を繰り広げる。
小学校の時は背も低くベンチだったが、対戦相手に親戚の助っ人として来ていた「青い目の外国人」の大活躍に憧れそれから5年間練習を重ねてあかつき大附属に推薦で入学することができた。その青い目をした少年こそが七井であり、高校生になっていわば運命の再会を果たしたことになる。
卒業後は七井とともに首都体育大学に入学。『11』では体育大学に進み、体育教師になっている。『13』では七井と共にみずき達を指導していた。得意練習は筋力。
四条 賢二（よじょう けんじ）
二塁手。一ノ瀬からキャプテンを託される。パソコンを駆使してデータを解析するID野球の徒で、勝利への最善手とあらば自分から後輩にレギュラーを譲る事も辞さない。学業面もトップクラス。得意練習はメンタル。打撃がやや弱いが、バランスの良い選手。野手育成時は彼にコンバートを打診されるイベントが発生することがあり、成功するとサブポジションを獲得できる。
妹の澄香を溺愛しているため､テスト勉強などの澄香とのイベントが阻止されることがある｡一方、妹は冷静沈着であると決め付けておりそれが彼女に負担を与えてしまっていた。友情イベントでは彼女が捨て犬を拾った事をきっかけに、その過ちを改める事となる。後に彼自身も犬を愛するようになり、獣医の道を志すまでに至る。その後『11』でその夢を叶えた。
五十嵐 権三（いがらし ごんぞう）
強肩強打の三塁手。「おっさん」と言われかねない程にごつごつした容貌。男臭い性格で、主人公や矢部をよく叱りつけるが、あまり怖がられてはいない｡友情タッグイラストが｢号泣しながら夕日を背にして走る｣という､熱血少年。
得意練習は基礎。後輩が辟易する程に基礎練習への拘りを見せるが、その言動には過去に基礎練習を怠ったがゆえに自身が負ったケガが関係している。
保険医の加藤に密かな想いを抱いている。実は四条と覇を競うほどの秀才で、卒業後は官僚大学に入学。自身のようにケガで苦しむ者を救うために、憧れている加藤と同じ医学の道に進む。その後『11』でその夢を叶えた。
六本木 優希（ろっぽんぎ ゆうき）
遊撃手。普段は温厚で物腰が柔らかいが、守備練習となると目の色が変わる。後方から飛んできた高速の打球に素早く反応し捕球するなど、守備センスは際立っている。プロ選手になることが夢であり、彼の強いモチベーションとなっている。
ロードワーク中に倒れるなど、体は丈夫ではない。実は重い心臓病を患っている。主人公の手前ではただの風邪と言っているが、主人公が遊撃手の場合で夏大会前に友情を成立させていると、真実が明かされる。六本木は、子供の時に長期入院していた六本木の友人になってくれたあかつきの野球部員と一緒に野球をする約束を交わしており、その後プロに進んだその人物と一緒に野球をするために、プロを目指している。
『11』では病を完治させ、アメリカでレッドエンジェルス傘下の球団でプレーしており、レギュラーリーグ（パワプロシリーズにおける「メジャーリーグ」の呼称）デビューが期待されるところまで到達している。
七井=アレフト（なない あれふと）
外野手。サングラスがトレードマーク。日米ハーフで日系アメリカ人。海外生活が長いが、幼い頃はあかつき周辺の祖父母の家に何度が遊びに来ていた。その際に親戚の助っ人として参加した少年野球の試合で、当時の三本松に強烈な印象を与えている。高校を前にして、親の仕事の都合で日本に住むことになり、あかつきに入学することになった。
三本松としばしば打撃・筋トレの勝負を繰り広げるが、パワーでは三本松に敵わないことが明白になって、腐ってしまう。主人公がきっかけで三本松と和解し、主人公と友情を結ぶようになるが、この時サングラスが外され素顔が明らかになる。
打撃面では、三本松と競ったパワーもさることながら、広角に長打を放つことを美学としており、それが三本松にはない彼の特徴でもある。卒業後は三本松とともに首都体育大学に入学し同じく体育教師になる。得意練習は筋力。
八嶋 中（やしま あたる）
外野手。主人公が入部した時から、走力Aの俊足を誇る「あかつきのイダテン」。厳格な監督の率いるあかつきでは珍しく、楽しんで野球をすることをモットーとしている。得意練習は走塁。
かなりの童顔。初登場時は「おっさん」の五十嵐と一緒であるが、八嶋は後輩の主人公と矢部にタメ口をきかれた上に、「小学生（とおっさん）」と陰口を叩かれている。『11』では新聞記者になったことが語られている。
九十九 宇宙（つくも そら）
外野手。バランスの良い能力の持ち主。流し打ちが得意。関西弁を話し、口に葉っぱをくわえているのが特徴であり、飄々とした性格である。同じく関西弁を話すそよ風高校の阿畑とは、同じ中学校出身で親友にしてライバル。阿畑に度々勝負を仕掛けられたが、野球のみならず勉強、ケンカ、他のスポーツでも九十九が圧勝していたが、ひとつだけ勝てないことがあったらしい。卒業後は阿畑と同じ近代学院大学に入学する。得意練習はメンタル。
四条 澄香（よじょう すみか）
マネージャーで、賢二の妹。常に冷静で文句も言わずに仕事をこなし、主人公などに対しても幾分距離を置いた厳しい態度を取っている。その裏では、周囲から自分の性格を決め付けられることに悩んでいる。捨て犬を見つけ仕事をサボってまで世話をしていたが、周囲の決め付けの為に飼いたいとなかなか言い出せなかった。
（カレンを除けば）唯一、主人公がドラフト指名されなくても破局にならない彼女キャラである。
Switch版のマイライフモードでは、高校卒業後に管理栄養士となっている（初登場時の年齢は18歳で固定）。
姫野 カレン（ひめの かれん）
『7』『8』に引き続き登場。今作でも主人公に狙いを定めて無理矢理アタックをしかける。評価が上がるとデートもしていないのに告白イベントになる場合がある。特殊能力「威圧感」を習得するには避けて通れない相手。あかつき大附属では必ず登場するが、他校でもしばしば登場する。
Switch版ではマイライフモードにも登場し、結婚候補の一人になった（役職は社長、初登場時の年齢は18歳で固定）。

#### そよ風高校
阿畑 やすし（あばた やすし）
シリーズおなじみの関西弁ナックルボーラー。1学年上のキャプテン。当初はスライダーとカーブを投げる普通の投手だったが、キャプテン就任後に石原との特訓を基に「タコヤキボール」を習得。その後更に特訓を重ねて、ナックル系の「アバタボール」を開発。さらに改良を進めて、アバタボールは引退までに「7号」までに達している。よくも悪くもそよ風野球部の全てを握る人物である。得意練習は速球と変化球。
あかつきの九十九は同じ中学の出身で、互いにライバル関係にある。ドラフトでは指名漏れとなり、スポーツ推薦で近代学院大学に入学した。
小暮 茂雄（こぐれ しげお）
監督。定年を目前に控えた年配の教師。出勤は気まぐれで、主人公達の入部時には姿を見せず、初めて出会うのはかなり後になってから。また物忘れが激しく、ブレザーを置いた所を忘れたうえに、主人公に探すよう命じて自分は余所に行ってしまうこともある。さらに、監督であるにもかかわらずノックすらうまく出来ないありさまであるが、ノックを必死に練習しているところは主人公にも認められている。
芹沢 茜（せりざわ あかね）
野球部のマネージャー。関西弁を話す阿畑の幼なじみ。主人公が茜を彼女にしなかった場合には、阿畑との恋が次第に深まっていく。阿畑を男前と誉めるイベントが発生すると、阿畑の練習で効果の高いものが発生しやすくなる。強気な性格だが、占いを好む一面も。また、歴代彼女候補キャラにしては極めて異質な要素を持っており「そよ風高校で茜を彼女にしていない状態で2年目夏の甲子園を優勝し、その後に茜を彼女にした状態でプロ入りする」と特殊エンディングに到達する。
『10』以降の設定では後に阿畑と結婚し子供を授かったことになっているが、阿畑が登場しないSwitch版のマイライフモードでは、短期大学生となり結婚侯補として登場するというマイライフモード独自の設定も用意された（初登場時の年齢は18歳で固定）。

#### 恋恋高校
早川 あおい（はやかわ あおい）
『7』以降ほぼ全ての作品に登場し続けているシリーズ看板キャラの一人。サブマリン投手で大きな変化量を持つシンカーが武器。名門野球部への入部を果たせず、やむを得ず恋恋高校に入学した。気が強く負けず嫌いで短気で手が早いが、繊細で傷付き易い一面も持つ。得意練習は変化球とメンタル。
七瀬 はるか（ななせ はるか）
野球部マネージャーであおいの親友。実家はかなり裕福であり、お嬢様育ちである。体質は極めて虚弱で、他校における登場シーンは、路上で倒れているはるかを主人公が助けるというものである。中学3年生までアニメを見ていたり、特撮映画に造詣が深かったりと、オタクらしい一面も持つ。
『2012』及びSwitch版のマイライフモードでは後に大学に進み（Switch版マイライフモードでの初登場時の年齢は18歳で固定）、また後の作品でもあおいイベントの中で登場し続けた。
倉橋 彩乃（くらはし あやの）
恋々高校の理事長の孫娘で、主人公たちと同学年。非常に高飛車なお嬢様キャラ。なんでも一番でないと気がすまない性質で、学力テストではるかに敗れ2位になったことから、はるかに強い敵愾心を燃やすようになる。はるかがマネージャーとして所属する野球同好会の存在も快く思っておらず、理事長に掛け合って同好会を潰すと息巻く。しかし一方で、何故か主人公にだけは密かなる想いを寄せるようになり、主人公を見るなり顔を赤らめて逃げ出す始末である。その為、野球同好会潰しを思いとどまったばかりか、後にあおいの出場停止問題を抱えた野球部の加藤監督から、理事長に働きかけるという形で協力することを要請された際にも、初めは拒んだものの「主人公の為」と考え直した上で、要請を受諾するという行動までとった。
その後の作品には登場していないが『12』で「見合いを繰り返すも4回連続で婚約を断る」「高校時代に一目惚れした男（主人公）に未練がある」という事実が発覚する。
なお、倉橋理事長は直接登場はしないものの、野球部やあおいに対し好意的であると見られ、加藤の監督就任やあおいの出場停止解除を求める運動にも一役買っている。
高木 幸子（たかぎ さちこ)
主人公たちと同学年の女子生徒で、ソフトボール部でエースと四番を務める。野球にこだわるあおいに対して厳しい。だが、実は困った人を放っておけない性格であることを加藤に見抜かれており、あおいの問題の際には、加藤の説得を受けてしぶしぶ野球部に協力する。
『12』で再登場した際は、全員が女性から構成される草野球チームのキャプテンをしている。選手として能力の設定もあり、ポジションはキャッチャー。歴代の女性キャラの中で随一のパワーを誇っているのが特徴。結婚して苗字が「海野」に変わっており、娘もいる。旦那のことはほったらかしにしているらしい。
加藤 理香（かとう りか）
おなじみの医師。あかつき大附属でプレイするときには、校医として登場し、上述のように五十嵐と絡むイベントが起こる。恋恋高校でプレイするときには、野球に関しては素人同然でありながら、同好会の頃より陰から主人公達を見守り続け、部に昇格すると同時に監督に就任。出場停止処分を下された傷心のあおいを励まし、マネージャーとして再起させたりする。

#### 対戦相手校
各選手の下の名前は、後のパワプロシリーズとニンテンドーDS用ソフト『熱闘!パワフル甲子園』で判明した場合もある（Switch版のみ、それらのフルネームが反映されている）。

##### 地方大会
極亜久高校
外藤侠二を擁する高校。ただし、前述の『パワプロクンポケット』（パワポケ）シリーズの影響からか、チーム名が『5』の「極亜久商業」ではなく、パワポケシリーズ同様「極亜久高校」である。ただし、前述の理由から『'99』で登場したパワポケの固有選手たちは全員登場しない。ビーンボールに注意しようという主人公の台詞があるが、実際に投球時に危険球等を投げることはない。また『5』の通常イベントとして実行していた妨害作戦もしない（本作で起きる猪狩進の交通事故は、『5』で外藤が行った「バナナの皮作戦」を匂わせるが、極亜久高校の生徒の犯行であるという確証はない）。
ちなみに、後の作品にも登場した「極亜久やんきーズ」「極亜久商会」は、極亜久高校同様パワプロシリーズ独自の設定である。
バス停前高校
「個性がない」事が特徴らしい弱小公立高校。固有選手は捕手の山本。
ブロードバンドハイスクール
データをネット検索で収集したと語るが『5』のインターネットハイスクールのようなサイン見破りはしない。データ野球の名に恥じない連携の取れた守備が特徴。固有選手は中島（投手）で、制球に優れている。中島は試合開始前での会話でインターネットスラングを多用している。

##### 甲子園大会
湯けむり高校
温泉街にある高校。先発投手の固有選手は有馬紅葉（投手）。パーム、スローカーブと球速の遅い大きな変化球を投げるが、キレに欠ける。
満腹高校
試合中でもとにかく食事を取り続け、全選手が同じ体型である高校。見た目どおりパワーは高く、特に固有選手の飯田太志（捕手）のパワーはA230（Switch版ではS95）に達する。
さわやかなみのり高校
さわやかと称して歌って踊る高校。全選手の肌が褐色になっており雰囲気が軽い。固有選手の丘夕日（遊撃手）は、少女マンガの人物のように描かれ、奇妙な踊りと歌を披露するナルシストである。あかつきでプレイした場合、主人公が丘を見て「さしずめ猪狩（守）2号か…」とつぶやくが、猪狩はその発言に対し必死の形相で反論する。
流星高校
『5』にも登場した高校。俊足選手が揃い積極的な走塁と果敢な守備を見せる。固有選手の阿久津赤光（投手）も足が速いが、その口調もとにかく早口で、聞き取ることが出来ないほどである。
大東亜学園
『'99』に（『パワプロクンポケット』から移植のチームとして）登場した高校、固有選手は鋼毅（はがね つよし）。
今作では『'99』と異なり、鋼以外の固有選手（アンソン、ドナルド）は登場しない。また『パワプロクンポケット』の設定では極亜久高校が同地区に設定されたが、今作では全国大会で戦うこと（＝極亜久高校と別地区）になる。
鋼の髪の色は『'99』と同様に青色だったが、Switch版では『2013』以降の設定と同様、茶髪になっている。
ワールド高校
選手全員が外国人である高校であり、固有選手のアレックス（投手）は英語を話している。長打力のある選手が揃う。
『2013』ではのプレイ可能な高校の1つになった。
帝王実業高校
『5』にも登場した高校。固有選手でもあるエース、山口賢を擁する常勝無敗の高校。主人公が3年夏の時以外の甲子園の決勝で戦う相手（球八高校でプレイする場合のみ、準決勝で戦う）。
『13』ではのプレイ可能な高校の1つになった。
アンドロメダ学園高校
『5』にも登場した高校。3年夏の時に甲子園の決勝で戦う相手（球八高校以外のシナリオでは、準決勝で帝王実業を破って決勝に進出したことが語られる）。強化された身体能力と凄まじい勝利への執念で戦う。固有選手でもあるサウスポーエース、大西＝ハリソン＝筋金を筆頭に選手の能力が非常に高い。唯一の弱点は大西のコントロールが非常に低いことで、失投を狙えば優勝が見えてくる可能性がある。
『2011』ではのプレイ可能の高校の1つになった。

## 決定版の主な変更点
- 『8』『8決定版』『9』には無かったリプレイ機能が復活。
- 巨人の上原浩治や西武の和田一浩等、選手の固有フォームが追加された。また巨人の松井秀喜、オリックスの具臺晟のモーションが変更された。
- 投手の場合、あかつき大学付属高校で実技練習で変化球を10球全て成功すれば「キレ4」を習得できるようになった。
- そよ風高校で、一部の阿畑練習で取得経験点が多くなった。
- サクセスモードに修学旅行イベントが追加。パワフル・あかつき・そよ風と恋恋では内容が大きく異なり、前者3校では基本的に海に行くパターンで時々彼女、またはその候補と出会うイベントが発生するが、低確率で女子部屋に乱入して喧嘩が発生するパターンに分岐し、確立で特殊能力が取得できる場合がある。恋恋高校の場合は彩乃と組むか幸子と組んで行動するかの分岐パターンがあり、どちらを選ぶかでもちろん内容は大きく変化してくる。なおSwitch版のリメイクにも収録されている。